# Plavnica
Plavnica é um município da Eslováquia, situado no distrito de Stará Ľubovňa, na região de Prešov. Tem 19,61 km² de área e sua população em 2018 foi estimada em 1.647 habitantes.

## Demografia
| Ano:        | 1994 | 2004   | 2014   | 2024   |
| ----------- | ---- | ------ | ------ | ------ |
| Broj ljudi: | 1491 | 1544   | 1631   | 1663   |
| Razlika:    |      | +3,55% | +5,63% | +1,96% |

| Ano:               | 2023 | 2024   |
| ------------------ | ---- | ------ |
| Número de pessoas: | 1643 | 1663   |
| Diferença:         |      | +1,21% |